# 1177
1177 (MCLXXVII) je bilo navadno leto, ki se je po julijanskem koledarju začelo na soboto.

## Dogodki

### Evropa
- januar - Bitka pri Reju: norveški kralj Magnus V. porazi norveškega protikralja Eysteina Meylo iz uporniške stranke Birkebeinerjev.
- 13. januar - Umrlega avstrijskega vojvodo Henrika II. Babenberškega nasledi sin Leopold V.
- 24. julij - Sklenitev Beneškega sporazuma med rimsko-nemškim cesarjem Friderikom I. Barbarosso in na nasprotni strani Lombardsko ligo, papežem Aleksandrom III. in sicilskim kraljem Vilijemom II.
  - Cesar Barbarossa prizna Aleksandra III. za edinega papeža in se odpove svojemu papežu Kalistu III.
  - Sklenitev 15 letnega miru med cesarstvom in kraljevino Sicilijo. Kralj Vilijem II. preda kasnejšemu Henriku VI. v zakon svojo teto Konstanco in s tem politično naveže Sicilsko kraljevino na cesarstvo.
  - Sklenitev 6 letnega miru z Lombardsko ligo in nadaljevanjem pogajanj. 1183 ↔
- 27. september - Papež Aleksander III. pošlje pismo mitičnemu Nadduhovniku Janezu.
- Angleški kralj Henrik II. poveri najmlajšemu sinu Ivanu gospostvo nad Irsko (Lordship of Ireland).
- Poljskemu nadvojvodi Mješku Staremu se upre sin Odon Poznański. Kaotične razmere in nove delitve izkoristi Kazimir II., ki se okliče za poljskega nadvojvodo, drugače pa nadzoruje slabo tretjino Poljske.
- Bitka pri Hyelionu in Leimocheirju: Bizantinci vrnejo Seldžukom za lanskoletni poraz pri Miriokefalonu. Čez 20.000 Seldžukov, ki se vračajo težko otovorjeni s plenom iz bizantinske obale, popolnoma porazijo in pobijejo skoraj do zadnjega.
- Kneževina Rjazan, ki bojuje vojno s sosednjo kneževino Vladimir-Suzdal, uniči Moskvo in pobije večino prebivalcev.

### Azija

#### Bližnji vzhod
- Poroka med Rejnaldom Chatillionskim in Štefanijo iz Millyja, baronice Čezjordanske. S poroko dobi Rejnald v posest dva mogočna gradova Al-Karak in Montreal, jugovzhodno od Mrtvega morja.
- Rejnald začne s plenjenjem trgovskih karavan in pobijanjem talcev v zameno za odkupnine.
- avgust - Smrt Vilijema Montferaškega, soproga kraljeve sestre Sibile Jeruzalemske. Smrti najverjetnejšega prestolonaslednika je botrovala malarija. Na jeruzalemskem dvoru se ponovno začno odvijati spletke za iskanje novega snubca mladi vdovi Sibili in s tem najverjetnejšega naslednika gobavega jeruzalemskega kralja Baldvina IV.
- november - Konec začasnega miru med Saladinom in križarji. Križarji začno oblegati trdnjavo Harim severno od Alepa, zato je velik delj juga nezaščiten, kar izkoristi Saladin.↓
- → Saladinova ekspedicijska ofenziva po jugu Izraela. Napade Askalon, v katerem se nahajajo kralj Baldvin IV. in njegovo spremstvo, ki jih vodi Rejnald Chatillionski ter še 375 vitezov templarjev. ↓
- Bitka pri Montgisardu → Popolna zmaga križarjev proti Saladinovi vojski, ki utrpi hude izgube, zgolj vsak deseti Saladinov vojak preživi bitko. Saladin zbeži nazaj v Egipt.
- Umrlega velikega mojstra vitezov hospitalcev Gilberta Sirskega nasledi Roger de Moulins.

#### Daljni vzhod
- Japonska: velik požar v prestolnici Kjoto.
- Indokitajski polotok: Chami iz Kraljevine Champe (današnji osrednji Vietnam) oplenijo kmersko prestolnico Angkor Vat.
- Mongolija: Temudžina zasužnji rivalski klan Taidžiutov, na skrivaj mu omogoči pobeg prijatelj njegovega umrlega očeta.

## Rojstva
Neznan datum
- Albert II., mejni grof Brandenburga († 1220)
- Al-Kamil, ajubidski sultan Egipta in Damaska († 1238)
- Andrej II., ogrski kralj († 1235)
- Baldvin V., jeruzalemski kralj († 1186)
- Blanka Navarska, šampanjska grofica, navarska regentka († 1229)
- Bogislav II., vojvoda Pomeranije († 1220)
- Filip Švabski, vojvoda, nemški kralj († 1208)
- Irena Angelina, bizantinska princesa, nemška kraljica, soproga Filipa Švabskega († 1208)
- Al-Kamil, egiptovski sultan iz dinastije Ajubidov († 1238)
- Kejhosrov I., sultan Sultanata Rum († 1211)
- Oton iz Botenlaubena, nemški pesnik, grof Hennenberga († 1245)
- Silvestro Guzzolini, italijanski svetnik, ustanovitelj reda silvestrinov († 1267)
- Svjatoslav III. Igorjevič, knez Volinije in Przemysla († 1211)

## Smrti
- 13. januar - Henrik II., avstrijski vojvoda (* 1107)

Neznan datum
- Eystein Meyla, norveški protikralj (* 1157)
- Gilbert Sirski, 7. veliki mojster vitezov hospitalcev
- Helmold, saksonski kronist (* 1120)
- Vilijem Montferraški, grof Jaffe in Askalona (* 1140)